# تمارا أوليكسيفنا غرينشينكو
تمارا أوليكسيفنا غرينشينكو (بالأوكرانية: Грінче́нко Тамара Олексіївна، بالإنجليزية: Tamara Oleksiivna Grinchenko، بالروسية: Гринченко Тамара Алексеевна) (مواليد 23 فبراير 1938، مقاطعة خملنيتسكي) هي متخصصة في تكنولوجيا المعلومات الأوكرانية. هي دكتورة في العلوم الفيزيائية والرياضية، وعضو في جمعية تقدم الحوسبة في التعليم.

## الحياة
في 1959، تخرجت من جامعة تاراس شفتشينكو الوطنية في كييف. في الستينيات، لعبت دور البطولة في فيلم "الحب والصداقة في العصر الحجري".
من 1956 إلى 1986، عملت في معهد كييف للسيبرانية التابع للأكاديمية الوطنية للعلوم في أوكرانيا. من 1969 إلى 1971، كانت مصممة رئيسية؛ ومن 1971 إلى 1986، كانت كبيرة المصممين في مشروع تطوير أول حواسيب شخصية في العالم "آلات الحساب الهندسية" (MIR).
في عام 1994، دافعت عن أطروحتها للدكتوراه في تخصص "العلوم التقنية".
منذ عام 2003، كانت باحثة رائدة في معهد الاتصالات والفضاء المعلوماتي العالمي التابع للأكاديمية الوطنية للعلوم في أوكرانيا. شاركت في تطوير لغات خوارزمية عالية المستوى لأجهزة الكمبيوتر الذكية.
تهتم بويكيبيديا، على وجه الخصوص، ففي 2010، كتبت مع زوجها مقالاً عن "ويكيبيديا كأحد عناصر ثقافة مجتمع المعلومات" في نشرة الأكاديمية الوطنية للعلوم في أوكرانيا.